# Steinbruch am Breiten Berg
Das Naturschutzgebiet Steinbruch am Breiten Berg liegt im Westerwaldkreis in Rheinland-Pfalz. Das etwa 6,5 Hektar große Gebiet, das im Jahr 1983 unter Naturschutz gestellt wurde, erstreckt sich nördlich der Ortsgemeinde Ötzingen. Westlich fließt der Aubach und verläuft die Kreisstraße 81, südlich verläuft die Landesstraße 267 und östlich die Bundesstraße 255. Schutzzweck ist die Erhaltung des aufgelassenen Steinbruches mit seinen Wasser- und Flachwasserzonen als Lebensraum seltener und in ihrem Bestand bedrohter Tierarten aus wissenschaftlichen Gründen.